# Ultimatum (film 1984)
Ultimatum – polski film sensacyjny z 1984. Zdjęcia plenerowe powstały w Gliwicach.

## Fabuła
Alfred Raszka, Boniek, Mały i Spinoza jadą samochodem na zachód. Przemycają broń oraz materiały wybuchowe. Dostają się do budynku polskiej ambasady i biorą zakładników. Tymczasem zaalarmowana policja otacza cały budynek.
Scenariusz był inspirowany zajęciem polskiej ambasady w Bernie w 1982.

## Obsada
- Stanisław Michalski − Alfred Raszka
- Krzysztof Kiersznowski − Boniek
- Jan Jeruzal − Mały
- Marek Wysocki − Spinoza
- Włodzimierz Adamski − Michał Rachwalski
- Alicja Jachiewicz − Małgorzata Owadnik
- Tadeusz Madeja − Jerzy Owadnik
- Leon Niemczyk − Strohmayer
- Wirgiliusz Gryń − Łobot
- Wieńczysław Gliński − ambasador
- Wincenty Grabarczyk − Wincenty Mrozek
- Lucyna Brusikiewicz − Grażyna Michejko
- Teresa Belczyńska − Pilchowa, sprzątaczka
- Patrycja Zbieranek − córka Owadników
- Tomasz Kidawa − syn Owadników
- Wacław Horoszkiewicz − sprawozdawca
- Mirosław Szonert − Stanisław Michejko
- Józef Grzeszczak − pułkownik
- Stefan Szmidt − Henryk Pilch
- Maria Klejdysz − pomocniczka kucharzy
- Andrzej Krasicki − towarzysz ambasadora
- Zdzisław Szymborski